# Otto Vellingk

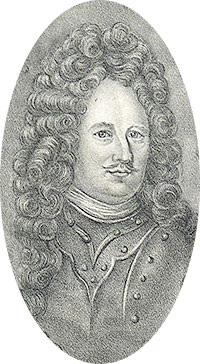
Otto Vellingk

Otto Ottoson Vellingk (1649-1708) fue un general sueco durante la Gran Guerra del Norte. 

## Vida
Nació en 1649 con Otto Gotthardsson Vellingk y Christina Nilsdotter Mannersköld, y tenía un hermano, Mauritz Wellingk. Fue ascendido a general en 1698.
Participó en las batallas clave de la Gran Guerra del Norte, incluyendo: la batalla de Narva en 1700, y el cruce de Daugava, cerca de Riga en 1701. Participó en la batalla de Klissow el 9 de julio de 1702. Fue en la batalla de Punitz 28 de octubre de 1704.
Fue nombrado consejero real en 1705, y ennoblecido como un recuento en 1706.